# Myotis schaubi
Myotis schaubi é uma espécie de morcego da família Vespertilionidae.
Pode ser encontrada nos seguintes países: possivelmente Arménia, Hungria e Irão.